# Огнево превъзходство
Огнево превъзходство – военен термин, означаващ способността на частите и силите на огневото поражение ефективно да решават бойните задачи не допускайки значително противодействие на вражеските средства за огнево осигуряване. Може да бъде стратегическо, оперативно и тактическо.
Огневото превъзходство се създава чрез количествено и качествено превъзходство на огневите средства над тези на противника. Достигането на огнево превъзходство е възможно също и чрез маньовър с огневите средства, методична борба с огневите възможности на противника, изпреварване или внезапност при откриването на огъня, неговото масиране на решаващите участъци и висока действителност.